# Coupe de Turquie de football 2022-2023
Navigation
2021-2022 2023-2024
La Coupe de Turquie de football 2022-2023 est la soixante-et-unième édition de la Coupe de Turquie. Le vainqueur se qualifie pour le 2e tour de qualification de Ligue Europa Conférence 2023-2024.

## Calendrier
| Tour             | Date                                         | Équipes participantes | Équipes entrantes |
| ---------------- | -------------------------------------------- | --------------------- | ----------------- |
| 1er tour         | 13-15 septembre 2022                         | 52                    | 52                |
| 2e tour          | 27-29 septembre 2022                         | 58                    | 32                |
| 3e tour          | 18-20 octobre 2022                           | 68                    | 39                |
| 4e tour          | 8-10 novembre 2022                           | 54                    | 20                |
| 5e tour          | 20-22 décembre 2022                          | 32                    | 5                 |
| 8es de finale    | 17-19 janvier 2023                           | 16                    | -                 |
| Quarts de finale | 4-6 avril 2023                               | 8                     | -                 |
| Demi-finale      | Aller : 3-4 mai 2023 Retour : 24-25 mai 2023 | 4                     | -                 |
| Finale           | 11 juin 2023                                 | 2                     | -                 |

## Résultats

### Premier tour
Le tirage au sort a eu lieu le 5 septembre 2022. La programmation des matchs a été annoncée le 6 septembre 2022.
| Équipe 1                 | Résultat        | Équipe 2                    |
| ------------------------ | --------------- | --------------------------- |
| Serhat Ardahan           | 2 - 4           | Kars 36 Spor                |
| Beyoğlu Yeniçarşıspor    | 2 - 2 3 - 5 tab | Ergene Velimeşe SK          |
| Bilecik 1969             | 0 - 0 1 - 4 tab | Yalovaspor                  |
| Bigaspor                 | 1 - 0           | Bartınspor                  |
| Karabük İdmanyurdu Spor  | 0 - 0 1 - 4 tab | Akhisar Belediyespor        |
| Karaköprü Belediyespor   | w/o             | Cizre Serhatspor            |
| Kilis Belediyespor       | 0 - 0 4 - 3 tab | Osmaniyespor FK             |
| Elazığ Karakoçan FK      | 1 - 0           | Elazığspor                  |
| Erbaaspor                | 0 - 1           | Gümüşhanespor               |
| 12 Bingölspor            | 1 - 10          | Ağrı 1970 SK                |
| Fatsa Belediyespor       | 0 - 1           | Yomraspor                   |
| 1954 Kelkit Bld.Spor     | 3 - 0           | Dersimspor                  |
| Siirt İl Özel İdare      | 2 - 0           | Yüksekova Belediyespor      |
| Hacettepe 1945           | 3 - 0           | Kırıkkale Büyük Anadoluspor |
| 1922 Konyaspor           | 2 - 0 ap        | Alanya Kestelspor           |
| Şile Yıldızspor          | 1 - 1 4 - 3 tab | Darıca Gençlerbirliği       |
| Büyükçekmece Tepecikspor | 2 - 0           | Bayrampaşa                  |
| Turgutluspor             | 1 - 1 2 - 4 tab | Kuşadasıspor                |
| Bergama Belediyespor     | 1 - 2           | Karşıyaka                   |
| Eskişehirspor            | 2 - 1 ap        | Çankaya FK                  |
| Niğde Anadolu FK         | 3 - 2           | Kahramanmaraşspor           |
| Mazıdağı Fosfat SK       | w/o             | Bitlis Özgüzeldere          |
| Nevşehir Belediyespor    | 3 - 1           | Yozgatspor 1959 FK          |
| 1074 Çankırıspor         | 0 - 4           | Boyabat 1868 Spor           |
| Karaman FK               | 2 - 0 ap        | Burdur MAKÜ Spor            |
| Çatalcaspor              | 4 - 1           | Edirnespor                  |

### Deuxième tour
Le tirage au sort a eu lieu le 16 septembre 2022. La programmation des matchs a été annoncée le 20 septembre 2022.
| Équipe 1               | Résultat        | Équipe 2                 |
| ---------------------- | --------------- | ------------------------ |
| İnegölspor             | 1 - 2 ap        | Ağrı 1970 Spor           |
| Ankaraspor             | 5 - 2           | Kepez Belediyespor       |
| Zonguldak Kömürspor    | 0 - 1           | Gümüşhanespor            |
| Kocaelispor            | 1 - 4           | Ayvalıkgücü Belediyespor |
| Somaspor               | 2 - 2 4 - 5 tab | Efeler 09 Spor           |
| Balıkesirspor          | 2 - 1 ap        | Hacettepe 1945           |
| Kastamonuspor 1966     | 0 - 0 5 - 4 tab | Nevşehir Belediyespor    |
| Adıyaman FK            | 1 - 0 ap        | Bartınspor               |
| Pazarspor              | 1 - 0           | Mazıdağı Fosfat SK       |
| 1922 Konyaspor         | 1 - 2           | Karaköprü Belediyespor   |
| Ankara Demirspor       | 0 - 2           | Karaman FK               |
| Etimesgut Belediyespor | 3 - 1           | Yalovaspor               |
| Kırşehir FSK           | 2 - 1           | Kilis Belediyespor       |
| Niğde Anadolu FK       | 2 - 1           | Yomraspor                |
| Serik Belediyespor     | 1 - 0           | 1954 Kelkit Bld.Spor     |
| Afjet Afyonspor        | 2 - 4           | Eynesil Bld.             |
| Ergene Velimeşe        | 0 - 1           | Elazığ Karakoçan FK      |
| Kuşadasıspor           | 0 - 1           | Bulvarspor               |
| Kırklarelispor         | 5 - 0           | Siirt İl Özel İdare      |
| Nazilli Belediyespor   | 2 - 1           | Şile Yıldızspor          |
| Sarıyer SK             | 3 - 0           | Büyükçekmece Tepecikspor |
| Uşak Spor              | 2 - 1           | Malatya Arguvan Bld.     |
| Çatalcaspor            | 2 - 3           | Sapanca Gençlikspor      |
| Şanlıurfaspor          | 4 - 2           | Karşıyaka                |
| Bursaspor              | 0 - 1           | Boyabat 1868 Spor        |
| Diyarbakırspor         | 3 - 0           | Kars 36 Spor             |
| Belediye Derincespor   | 0 - 1 ap        | Amasyaspor 1968 FK       |
| Menemenspor            | 3 - 2           | Bigaspor                 |
| Eskişehirspor          | 2 - 3           | Muş 1984 Muşspor         |

### Troisième tour
Le tirage au sort a eu lieu le 4 octobre 2022. La programmation des matchs a été annoncée le 9 octobre 2022.
| Équipe 1               | Résultat        | Équipe 2                 |
| ---------------------- | --------------- | ------------------------ |
| Kasımpaşa SK           | 2 - 1 ap        | Yeni Mersin İdman Yurdu  |
| Altay SK               | 1 - 2 ap        | Efeler 09 Spor           |
| Ankaraspor             | 2 - 1 ap        | Pazarspor                |
| Manisa FK              | 2 - 2 7 - 6 tab | Eynesil Bld.             |
| Çaykur Rizespor        | 3 - 0           | Boyabat 1868 Spor        |
| Kayserispor            | 2 - 1           | Iğdır FK                 |
| Adana Demirspor        | 5 - 0           | Adıyaman FK              |
| Kırklarelispor         | 2 - 0           | 52 Orduspor FK           |
| Vanspor FK             | 2 - 3 ap        | Elazığ Karakoçan FK      |
| Adanaspor              | 1 - 0           | Orduspor 1967 SK         |
| Altınordu FK           | 5 - 0           | Sapanca Gençlikspor      |
| Balıkesirspor          | 0 - 1           | Ofspor                   |
| Çorum FK               | 1 - 1 3 - 4 tab | Esenler Erokspor         |
| Denizlispor            | 2 - 1           | Ayvalıkgücü Belediyespor |
| Etimesgut Belediyespor | 2 - 0           | 68 Yeni Aksarayspor      |
| Göztepe SK             | 2 - 0 ap        | Karaköprü Belediyespor   |
| Ankara Keçiörengücü SK | 4 - 1           | Diyarbakırspor           |
| Kırşehir FSK           | 1 - 0 ap        | İskenderunspor AŞ        |
| Nazilli Belediyespor   | 2 - 1           | Arnavutköy Belediye      |
| Serik Belediyespor     | 2 - 1           | Batman Petrolspor        |
| Şanlıurfaspor          | 3 - 0           | Karaman FK               |
| Uşakspor               | 4 - 2 ap        | Gümüşhanespor            |
| Bucaspor 1928          | 3 - 0           | Artvin Hopaspor          |
| 24 Erzincanspor        | 0 - 1           | Belediye Kütahyaspor     |
| Boluspor               | 1 - 0           | Fethiyespor              |
| Samsunspor             | 3 - 0           | Muş 1984 Muşspor         |
| Hatayspor              | 0 - 2           | Düzcespor                |
| Galatasaray SK         | 7 - 0           | Kastamonuspor 1966       |
| Gençlerbirliği SK      | 3 - 1 ap        | Niğde Anadolu FK         |
| Menemen FK             | 0 - 1 ap        | Bulvarspor               |
| Tuzlaspor              | 2 - 1 ap        | Bursa Yıldırımspor       |
| Yeni Malatyaspor       | 3 - 3 5 - 4 tab | Ağrı 1970 SK             |
| Giresunspor            | 3 - 1           | Amasyaspor 1968 FK       |
| Gaziantep FK           | 4 - 0           | Sarıyer SK               |

### Quatrième tour
Le tirage au sort a eu lieu le 21 octobre 2022. La programmation des matchs a été annoncée le 26 octobre 2022.
| Équipe 1               | Résultat        | Équipe 2               |
| ---------------------- | --------------- | ---------------------- |
| Kasımpaşa SK           | 6 - 1           | 1461 Trabzon FK        |
| Erzurumspor FK         | 2 - 2 1 - 3 tab | Esenler Erokspor       |
| Yeni Malatyaspor       | 0 - 1           | Uşakspor               |
| Alanyaspor             | 3 - 0           | Sakaryaspor            |
| MKE Ankaragücü         | 6 - 2           | Amed SFK               |
| Adana Demirspor        | 4 - 3           | Nazilli Belediyespor   |
| Galatasaray SK         | 2 - 1           | Ofspor                 |
| Giresunspor            | 3 - 2           | Ankaraspor             |
| Ankara Keçiörengücü SK | 4 - 2           | Bulvarspor             |
| Ümraniyespor           | 4 - 0           | Efeler 09 Spor         |
| Altınordu FK           | 0 - 1 ap        | Bodrumspor             |
| Bandırmaspor           | 0 - 3           | Karacabey Belediyespor |
| Boluspor               | 2 - 1           | Tarsus İdman Yurdu     |
| Eyüpspor               | 2 - 1           | Düzcespor              |
| Gençlerbirliği SK      | 1 - 0           | Bayburt Özel İdarespor |
| Manisa FK              | 3 - 0           | 23 Elazığ FK           |
| Samsunspor             | 4 - 0           | Adanaspor              |
| Antalyaspor            | 3 - 0           | Pendikspor             |
| Gaziantep FK           | 2 - 0           | Belediye Kütahyaspor   |
| Beşiktaş JK            | 3 - 1           | Serik Belediyespor     |
| İstanbulspor           | 3 - 2 ap        | Etimesgut Belediyespor |
| Göztepe SK             | 2 - 0           | Bucaspor 1928          |
| Tuzlaspor              | 2 - 1 ap        | Isparta 32 Spor        |
| Çaykur Rizespor        | 2 - 1           | Kırklarelispor         |
| Denizlispor            | 0 - 5           | Şanlıurfaspor          |
| Fatih Karagümrük SK    | 3 - 1           | Kırşehir FSK           |
| Kayserispor            | 1 - 0           | Sivas Belediyespor     |

### Cinquième tour
Le tirage au sort a eu lieu le 11 novembre 2022. La programmation des matchs a été annoncée le 9 décembre 2022.
| Équipe 1               | Résultat | Équipe 2               |
| ---------------------- | -------- | ---------------------- |
| Kasımpaşa SK           | 1 - 2    | Ümraniyespor           |
| MKE Ankaragücü         | 2 - 0    | Tuzlaspor              |
| Sivasspor              | 5 - 2    | Esenler Erokspor       |
| Antalyaspor            | 1 - 0    | Manisa FK              |
| İstanbul Başakşehir FK | 3 - 1    | Göztepe SK             |
| Fenerbahçe SK          | 3 - 1    | İstanbulspor           |
| Giresunspor            | 0 - 5    | Karacabey Belediyespor |
| Fatih Karagümrük SK    | 3 - 0    | Uşakspor               |
| Alanyaspor             | 3 - 2 ap | Eyüpspor               |
| Trabzonspor            | 3 - 0    | Samsunspor             |
| Beşiktaş JK            | 4 - 2    | Şanlıurfaspor          |
| Kayserispor            | 2 - 0    | Gençlerbirliği SK      |
| Konyaspor              | 3 - 2 ap | Bodrumspor             |
| Gaziantep FK           | 3 - 1    | Boluspor               |
| Adana Demirspor        | 3 - 4 ap | Çaykur Rizespor        |
| Galatasaray SK         | 1 - 0    | Ankara Keçiörengücü SK |

### Huitièmes de finale
Le tirage au sort a eu lieu le 23 décembre 2022. La programmation des matchs a été annoncée le 6 janvier 2023.
| Équipe 1            | Résultat        | Équipe 2               |
| ------------------- | --------------- | ---------------------- |
| Sivasspor           | 3 - 0           | Karacabey Belediyespor |
| Antalyaspor         | 0 - 2 ap        | Kayserispor            |
| Alanyaspor          | 1 - 2           | Galatasaray SK         |
| Fatih Karagümrük SK | 2 - 2 3 - 5 tab | İstanbul Başakşehir FK |
| MKE Ankaragücü      | 1 - 1 4 - 3 tab | Beşiktaş JK            |
| Ümraniyespor        | 1 - 4 ap        | Trabzonspor            |
| Gaziantep FK        | 1 - 1 7 - 6 tab | Konyaspor              |
| Fenerbahçe SK       | 2 - 1           | Çaykur Rizespor        |

### Quarts de finale
Le tirage au sort a eu lieu le 24 janvier 2023.
| Équipe 1       | Résultat | Équipe 2               |
| -------------- | -------- | ---------------------- |
| MKE Ankaragücü | 3 - 1    | Trabzonspor            |
| Galatasaray SK | 2 - 3    | İstanbul Başakşehir FK |
| Fenerbahçe SK  | 4 - 1    | Kayserispor            |
| Sivasspor      | w/o      | Gaziantep FK           |

### Demi-finales
| Équipe                 | Aller | Total | Retour | Équipe         |
| ---------------------- | ----- | ----- | ------ | -------------- |
| Sivasspor              | 0 - 0 | 0 - 3 | 0 - 3  | Fenerbahçe SK  |
| İstanbul Başakşehir FK | 1 - 0 | 3 - 2 | 2 - 2  | MKE Ankaragücü |

### Finale
| 11 juin 2023 | Fenerbahçe SK     | 2 - 0   | İstanbul Başakşehir FK | Stade Gürsel Aksel, Izmir    |                              |
| 20h45        | Batshuayi 1re 29e | (2 - 0) |                        | Arbitrage : Atilla Karaoglan | Arbitrage : Atilla Karaoglan |
| 20h45        | Rapport           |         |                        | Arbitrage : Atilla Karaoglan | Arbitrage : Atilla Karaoglan |

## Meilleurs buteurs
| # | Buteur             | Club            | Buts |
| - | ------------------ | --------------- | ---- |
| 1 | Michy Batshuayi    | Fenerbahçe SK   | 5    |
| 1 | Bünyamin Balat     | Şanlıurfaspor   | 5    |
| 3 | Ensar Arslan       | Kırklarelispor  | 4    |
| 3 | Britt Assombalonga | Adana Demirspor | 4    |
| 3 | Murat Torun        | Ağrı 1970 SK    | 4    |